# Erik Hassle
Kaj Erik Persson Hassle  (nacido el 26 de agosto de 1988) es un cantante y compositor de pop sueco. Su carrera comenzó en 2008 con su primer sencillo, " Hurtful ", que finalmente alcanzó el puesto 11 en Suecia y alcanzó el puesto 2 en Dinamarca . Su sencillo más exitoso hasta la fecha, "No Words", alcanzó el Top 10 de la lista viral global y estadounidense de Spotify y obtuvo la certificación Gold tanto en Suecia como en Dinamarca.
Hassle, quien firmó con Island Records en 2009, ha lanzado cuatro álbumes, el más reciente Innocence Lost en enero de 2017. Aparte del trabajo en solitario, ha coescrito una serie de canciones para otros cantantes, incluyendo "Can't Remember to Forget You " de Shakira y Rihanna. Ganó un premio Gaffa danés y dos premios suecos, un Grammis y un P3 Guld .
Aclamado como "el nuevo y joven Robbie Williams "  en su debut internacional, Hassle ha sido descrito como "una voz impregnada de alma sensual a fuego lento, un sentido funky de arrogancia internacional y honestidad lírica desenfrenada".
Hassle nació en el municipio de Salem, Estocolmo. Se crio en el pueblo de Bie, cerca de Katrineholm, donde los músicos locales se reunían en el teatro del pueblo de sus padres. Creció escuchando punk sueco y soul estadounidense y pronto se dio cuenta de su amor por la música después de escuchar a Wilson Pickett. Conoció la New Wave británica en Rytmus, la escuela secundaria musical de Estocolmo a la que asistían Robyn y Tove Lo (a quien luego apoyaría en su gira por América del Norte), donde conoció a su mánager a la edad de 17 años. Firmó un contrato con la compañía de música sueca TEN Music Group en 2007, convirtiéndose en su primer artista firmado. Más tarde, se acreditaría al sello por revivir la música pop sueca .
Fue uno de los finalistas del concurso de talentos Metro Music Challenge en el 2008. Escribió música y videos de producción propia, difundiéndolos en línea a través de X5 Music, YouTube y Myspace.

## Discografía

### Álbumes
| Título                                                                   | Detalles del álbum                                                                     | Posiciones pico en el gráfico | Posiciones pico en el gráfico | Posiciones pico en el gráfico | Posiciones pico en el gráfico |
| Título                                                                   | Detalles del álbum                                                                     | SUE                           | DINAMARCA                     | Reino Unido                   | EE. UU.                       |
| ------------------------------------------------------------------------ | -------------------------------------------------------------------------------------- | ----------------------------- | ----------------------------- | ----------------------------- | ----------------------------- |
| Hassle                                                                   | - Lanzamiento: 19 de agosto de 2009 - Disquera: Roxy - Formatos: CD, descarga digital  | 2                             | —                             | —                             | —                             |
| Pieces                                                                   | - Lanzamiento: 22 de febrero de 2010 - Etiqueta: Isla - Formatos: CD, descarga digital | —                             | dieciséis                     | 154                           | 35                            |
| We Dance                                                                 | - Lanzamiento: 4 de julio de 2012 - Disquera: Roxy - Formatos: CD, descarga digital    | 30                            | —                             | —                             | —                             |
| Innocence Lost                                                           | - Lanzamiento: 27 de enero de 2017 - Disquera: TEN, RCA - Formatos: Descarga digital   | —                             | —                             | —                             | —                             |
| "-" denota elementos que no se lanzaron en ese país o no se registraron. |                                                                                        |                               |                               |                               |                               |

## Premios
- 2010 Danish GAFFA-priset - Revelación internacional del año
- 2009 Grammis suecos - Recién llegado del año
- 2009 P3 Guld sueco - Recién llegado del año